# Marie Arena
Pour les articles homonymes, voir Arena.
 (12 janvier 2023).
Le texte peut changer fréquemment, n’est peut-être pas à jour et peut manquer de recul. 
Le titre et la description de l'acte concerné reposent sur la qualification juridique retenue lors de la rédaction de l'article et peuvent évoluer en même temps que celle-ci.
Marie Arena, née Maria Arena le 17 décembre 1966 à Mons, est une femme politique belge membre du Parti socialiste (PS). Elle est députée européenne de 2014 à 2024.
Recrutée comme collaboratrice au cabinet du ministre régional wallon de l'Emploi, Michel Daerden, en 1999, elle lui succède dans cette fonction dès l'année suivante. Elle intègre, en 2003, le gouvernement fédéral, au poste de ministre de la Fonction publique de l'Intégration sociale et de la Politique des grandes villes de la coalition violette de Guy Verhofstadt.
À la suite des élections régionales de juin 2004, elle est investie, à 37 ans, ministre-présidente de la Communauté française et gouverne en coalition avec le Centre démocrate humaniste (cdH).
Elle est rappelée au fédéral comme ministre de l'Intégration sociale, des Pensions et des Grandes villes en mars 2008, mais n'exerce ces responsabilités que pendant dix-huit mois. Elle prend effectivement possession de son siège à la Chambre des représentants en juillet 2009, puis est élue sénatrice en juin 2010. Elle remporte un siège quatre ans plus tard au Parlement européen, qu'elle conserve en 2019.

## Biographie

### Jeunesse
Née Maria Arena en décembre 1966 à Mons, elle étudie les sciences économiques aux facultés universitaires catholiques de Mons (FUCaM) et y obtient une licence en 1988. De 1990 à 1999, elle travaille alors au sein de l'Office wallon de la formation professionnelle et de l’emploi (Forem).

### Ascension politique
À la suite des élections régionales de juin 1999, elle est recrutée comme collaboratrice de cabinet par Michel Daerden, ministre de l'Emploi, de la Formation et du Logement du gouvernement de la Région wallonne. Lorsque le ministre-président Elio Di Rupo démissionne au profit de Jean-Claude Van Cauwenberghe en avril 2000, Marie Arena prend à 33 ans la succession de Daerden.
En parallèle, elle déménage de Chimay à Binche, dans l'objectif de postuler six mois plus tard au maïorat de la commune lors des élections communales. Sa liste est devancée par une alliance entre des dissidents socialistes, des indépendants et des sociaux-chrétiens, ce qui met fin à 24 ans d'hégémonie du PS binchois.

### Ministre, puis ministre-présidente
Le 11 juillet 2003, elle est nommée ministre fédérale de la Fonction publique, de l'Intégration sociale et de la Politique des grandes villes dans la coalition arc-en-ciel du libéral flamand Guy Verhofstadt. Elle est remplacée par Philippe Courard au sein du cabinet wallon, puis ajoute l'Égalité des chances à ses attributions ministérielles le 14 novembre.
À la suite des élections régionales de juin 2004, le Parti socialiste redevient la première force politique au Parlement de la Communauté française. Marie Arena est investie ministre-présidente le 19 juillet suivant, à la tête d'une « coalition rouge-romaine » avec le Centre démocrate humaniste (cdH). Elle avait démissionné la veille du gouvernement fédéral. Elle est par ailleurs ministre communautaire de l'Enseignement obligatoire et de la Promotion sociale, ainsi que ministre de la Formation du gouvernement wallon.
Elle est prise au mois de décembre dans une polémique au sujet des frais de rénovation de ses bureaux à Bruxelles. Tandis que son prédécesseur libéral Hervé Hasquin dit avoir laissé le cabinet équipé et en bon état, les collaborateurs de la nouvelle cheffe du gouvernement affirment l'inverse. Elle explique alors qu'il faut mettre la somme de 300 000 € en regard de la surface totale du bâtiment concerné, à savoir 11 000 m2. Quand le journal Le Soir révèle que 275 000 € ont été employés à la réfection d'un seul étage, l'entourage de la ministre-présidente rétorque que la polémique a suffisamment duré.
Elle se représente environ deux ans plus tard, le 14 octobre 2006, aux élections communales à Binche. En s'associant avec le Mouvement réformateur (MR) et une dissidente de la majorité sortante, le Parti socialiste retrouve le pouvoir, mais le poste de bourgmestre échoit à Laurent Devin, auteur du meilleur score personnel. Marie Arena, qui a conclu l'accord de majorité avec le libéral Olivier Chastel, est choisie comme cheffe de file socialiste au conseil communal.

### Un bref retour au fédéral
Pour les élections fédérales du 10 juin 2007, elle se présente à la Chambre des représentants dans la circonscription du Hainaut, occupant la deuxième place de la liste d'Elio Di Rupo. Avec 20 187 préférences, elle réalise le deuxième score parmi les candidats socialistes et obtient un mandat de députée fédérale, dont elle est empêchée. Le 20 juillet suivant, elle abandonne les compétences de la Promotion sociale dans son exécutif, tandis qu'elle n'est pas reconduite par le nouveau ministre-président wallon Rudy Demotte.
Elle annonce au début du mois de mars 2008 son intention de quitter la ville de Binche, où elle reconnaît n'avoir pas été capable de réunir un nombre de votes préférentiels à la hauteur de sa visibilité ministérielle. Elle l'explique notamment par ses responsabilités gouvernementales, qui l'ont éloignée de la ville et son caractère de « femmes de dossiers ». Elle précise s'installer à Forest, dans la région de Bruxelles-Capitale, ce qui lui permettrait de se présenter aux élections régionales bruxelloises.
Elle retrouve le gouvernement fédéral le 20 mars 2008, lorsqu'elle est désignée ministre de l'Intégration sociale, des Pensions et des Grandes villes du premier cabinet du chrétien-démocrate flamand Yves Leterme. Rudy Demotte prend alors sa suite comme ministre-président de la Communauté française. À la fin de l'année 2008, elle est confirmée par Herman Van Rompuy.
Dans le domaine des retraites, elle augmente puis supprime la cotisation de solidarité pour les pensions les plus basses. Elle crée la Conférence nationale des Pensions pour discuter en partenariat avec les partenaires sociaux et les administrations concernées le modèle de financement des pensions à venir. En matière d'intégration sociale, elle organise et défend l'accueil des demandeurs d'asile. Elle réclame la réalisation de l'accord de gouvernement qui devrait permettre la régularisation d'immigrés ayant fait preuve d'une réelle volonté d'intégration.

### Parlementaire
À la suite de la nomination de Karel De Gucht comme commissaire européen, Van Rompuy et ses partenaires de coalition s'accordent pour mener le 17 juillet 2009 un remaniement ministériel. Le PS prend alors la décision de confier le poste de ministre fédéral des Pensions à Michel Daerden, exclu deux jours plus tôt du gouvernement wallon. N'exerçant plus aucune autre responsabilité, Marie Arena prend donc possession de son mandat de députée fédérale à la Chambre des représentants.
Pour les élections fédérales anticipées du 13 juin 2010, elle est investie candidate au Sénat sur la liste du ministre fédéral du Climat Paul Magnette. Rassemblant sur son nom 77 706 votes préférentiels, elle accède à la chambre haute du Parlement belge comme deuxième socialiste la mieux élue. Elle postule lors des élections communales du 14 octobre 2012 à Forest, occupant la troisième place de la liste socialiste de Marc-Jean Ghyssels. Elle réalise toutefois le quatrième score du PS avec 1 026 voix.
Le 23 mars 2014, le président du Parti socialiste Paul Magnette propose l'investiture de Marie Arena comme tête de liste aux élections européennes du 25 mai suivant, marquant le retour de cette dernière au premier plan de la vie politique. Elle est élue au Parlement européen avec 186 103 suffrages de préférences, ce qui en fait la première socialiste, la deuxième femme (après Marianne Thyssen) et la deuxième francophone (derrière Louis Michel) la mieux élue. Membre du groupe Alliance progressiste des socialistes et démocrates au Parlement européen (S&D), elle appartient à la commission du Commerce international et à la commission des Droits des femmes.
Elle est réélue lors des élections européennes de 2019 sur la liste du Parti Socialiste menée par Paul Magnette, et est désignée au sein du Parlement européen présidente de la sous-commission des droits de l'Homme.
En décembre 2022, son nom est cité dans le cadre d'une opération de lutte contre la corruption menée par l'Office central pour la répression de la corruption, et impliquant des personnalités politiques européennes susceptibles d'avoir reçu de l'argent du Qatar. Le bureau d’une assistante parlementaire de Marie Arena ayant travaillé pour l’ONG Fight impunity est mis sous scellé. Son nom est à nouveau cité dans un mandat d'arrêt émis le 10 février 2023 dans le cadre du scandale de corruption par le Qatar au Parlement européen et selon lequel elle ferait partie d'un quatuor comprenant également Marc Tarabella, Alessandra Moretti et Andrea Cozzolino. Fin août 2023, il est révélé que les enquêteurs auraient retrouvé 280 000 euros en liquide dans l'appartement de son fils, Ugo Lemaire, dont l'appartement était attenant à celui de Marie Arena.

## Décorations
- Belgique :  Grand officier de l'ordre de Léopold (2010)[15]